# Яныпорсунья
Яныпорсунья (устаревшее название — Яны-Порсун-Я) — река в Берёзовском районе Ханты-Мансийского автономного округа. Устье реки находится в 77 км по правому берегу реки Ятрии. Длина реки — 24 км.

## Данные водного реестра
По данным государственного водного реестра России относится к Нижнеобскому бассейновому округу, водохозяйственный участок реки — Северная Сосьва, речной подбассейн реки — Северная Сосьва. Речной бассейн реки — (Нижняя) Обь от впадения Иртыша.
По данным геоинформационной системы водохозяйственного районирования территории РФ, подготовленной Федеральным агентством водных ресурсов.